# Ochodaeus graecus
Ochodaeus graecus är en skalbaggsart som beskrevs av Rudolph Petrovitz 1968. Ochodaeus graecus ingår i släktet Ochodaeus och familjen Ochodaeidae. Inga underarter finns listade i Catalogue of Life.